# 兰张高速铁路
兰张三四线铁路即兰州至张掖三四线铁路，正式名称为兰张高速铁路，自兰州市兰州西站引出，经武威市、金昌市、最终引入张掖市张掖西站。全线长493.25公里，设计时速250km/h，分为中川机场至武威段和武威至张掖段两段实施建设，其中兰州中川机场至武威段已于2024年6月29日通车。

## 概况
随着徐兰高速铁路和兰新铁路第二双线的相继通车，甘肃省拥有了东西双向的快速铁路客运通道，为与青海、新疆以及陕西等地区的跨省交流提供了方便。而作为丝绸之路黄金段河西走廊的金昌、武威等地区则尚缺少高速铁路覆盖。另外，由于兰新铁路第二双线穿越祁连山区，地质条件极不稳定，自通车以来线路已多次中断。兰张三四线铁路的建设将解决这一问题。

### 兰州至武威
兰张三四线铁路兰州西站至中川机场段利用兰中城际铁路，并改建兰州新区站和中川机场站，该段目前正式命名为兰张高铁兰武段。该工程还将自兰州新区站引入至在建兰州中川国际机场T3航站楼（该航站楼计划2025年3月20日启用）线路，并于航站楼地下新建中川机场东站后引入至在建兰张高铁史喇口线路所，T3航站楼支线正式名称为中川机场环线，同时自中川机场环线周家梁线路所引出至既有中川机场站联络线，正式名称为周中联络线。
中川机场至武威段全长194.3公里，设计时速250公里。。
2019年6月30日，兰州至张掖三四线铁路全线控制性工程——新乌鞘岭隧道进场开工，兰州至张掖三四线铁路正式进入建设阶段。
2020年3月该段全线正式开工，计划2024年建成通车。
2021年1月11日，兰张三四线铁路首座隧道顺利贯通。
2022年10月21日，兰武段站前五标完成全部箱梁架设任务。11月6日，新乌鞘岭隧道历时1226天全断面贯通。
2023年3月28日，十八里堡特大桥贯通。5月26日，兰州至武威段进入全线铺轨阶段。8月16日，首条接触网导线成功架设。8月20日，天祝西至武威东段顺利实现正线长轨通。
2024年2月1日，兰州至武威段进入静态验收阶段。3月15日，开始全线冷滑试验。3月26日，热滑试验启动。3月28日，正式启动联调联试。5月8日，进入运行试验阶段。
2024年6月29日，中川机场至武威东段开通运营。
2025年，启动普速上线改造工程。

### 武威至张掖
武威至张掖段全长约240公里，从新建武威东站经武威市、金昌市，越芨岭经山丹县至张掖市，引入兰新第二双线张掖西站。共新设朱王堡、金昌南、红湾、山丹北4处车站，既有接轨站武威东、张掖西2处。
2022年11月11日，武威至张掖段环境影响评价信息一次公告。